# Soum Bill
Pour les articles homonymes, voir Soum.
Vous pouvez aider à l'améliorer ou bien discuter des problèmes sur sa page de discussion.
- Il ne cite pas suffisamment ses sources. Vous pouvez indiquer les passages à sourcer avec {{référence nécessaire}} ou {{Référence souhaitée}}, et inclure les références utiles en les liant aux notes de bas de page. (Marqué depuis mai 2024)
- Certaines informations devraient être mieux reliées aux sources mentionnées dans la bibliographie ou les liens externes. Améliorez sa vérifiabilité en les associant par des références. (Marqué depuis mai 2024)
- Son ton est trop promotionnel ou publicitaire, voire hagiographique. Le texte doit adopter un ton neutre et encyclopédique. (Marqué depuis mai 2024)

- Archive Wikiwix
- Bing
- Cairn
- DuckDuckGo
- E. Universalis
- Gallica
- Google
- G. Books
- G. News
- G. Scholar
- Persée
- Qwant
- (zh) Baidu
- (ru) Yandex
- (wd) trouver des œuvres sur Wikidata

Soum Bill à l'état  civil Mamadou Soumahoro est un chanteur ivoirien. Né au début des années 1970 à Aboisso au Sud Comoé (Côte d'Ivoire), Soumahoro Ben Mamadou est né d’un père Koyaka de Séguéla et d’une mère Agni d’Aboisso . Très tôt, la fibre musicale familiale, (son grand-père paternel est percussionniste et sa grand-mère chanteuse traditionnelle) prend racine.

## Ambiance facile
En 1989, alors élève au collège, il intègre un groupe d'ambiance facile (Groupe d’animation Urbain) Mini Choc et se dote de son nom de scène : Soum Bill, combinaison du diminutif de son nom de famille et d’un sobriquet que lui donnent ses amis. Une formation d’« ambiance facile » qui anime les manifestations funéraires, matches de football et autres manifestations socioculturelles. 

## Carrière musicale
Trois ans plus tard, avec des amis, il monte le groupe Les Garagistes, surfant sur la déferlante Zouglou qui fait rage dans le pays. Soum Bill, lead vocal, réalise l’album Enfant Chéri (titre composé par Soum Bill). Le succès n’est pas au rendez-vous. Toujours à la recherche de perfection, Soum Bill décide donc de partir de Les Garagistes en 1993, en restant en bons termes avec les autres membres du groupe. Bloco et Collin, deux vocalistes avec qui il crée le groupe « Les Salopards », une aventure dans laquelle il entraîne Debengue, son vieux complice des Garagistes.

## L'aventure avec lesSalopards
C’est le début d’une nouvelle aventure avec un groupe de quatre jeunes hommes qui ont pour souci de révolutionner le zouglou et lui donner un nouvel élan musical.
Après deux ans de travail assidu, la première œuvre des Salopards voit le jour. L’album est nommé Bouche B Une réussite qui se traduit par plus de 200 000 cassettes vendues. Un record de vente jamais égalé en Côte d’Ivoire. Pour leur premier grand concert, la 1re édition du FESPAM   Festival Panafricain de Musique) à Brazzaville, le public se déchaîne. En 1997, fait place à Génération Sacrifiée, c’est la consécration et c’est aussi et encore un autre album qui va déranger. Tout en dénonçant la manière dont étaient les étudiants. Un nouveau disque qui marche aussi très fort. L’année suivante, des concerts sont calés en Europe et un peu partout en Afrique.
En 1999, Les Salopards accouchent d’un troisième opus, Pays perdu. Il n’y en aura pas d’autres. Mais contre toute attente, le groupe s’est disloqué pour des problèmes de gestion, chacun part de son côté. Bloco continue sa carrière en solo tout comme Soum Bill pendant que Debengue et Collin partent en Europe pour monter des affaires.

## Carrière solo
Commence alors la carrière solo Soum Bill. L’auteur-compositeur sort Zambakro sous le label Touré Sound Production en l’an 2000. Les mélomanes avaient du mal à s’y retrouver avec la dissolution du meilleur groupe zouglou d’alors Petit succès.  Malgré les 80 000 exemplaires vendus, Soum Bill tourne pendant huit mois dans toute l’Europe avec Music Box.
Henri Kattié, manager d’Ivoire Top Music le repère et le convainc de réaliser son deuxième album solo avec son label. Ainsi naît Terre des hommes en 2002, pendant que le pays était en pleine crise de guerre. C’est un autre album de taille. C’est le déclic, avec 12 titres, il a été réalisé avec la collaboration de, Koudou Athanase (arrangeur de Salif Keita) Babulax Lee (arrangeur de la star africaine du reggae Alpha Blondy et de David Tayorault). 
Les textes sont aussi revendicatifs que dans le premier. Il épingle à plusieurs reprises les hommes politiques, pour l’artiste, on n’éveille pas avec une berceuse. Il faut des mots durs pour faire passer le message. Tout n’est pas noir. Alors Soum Bill chante aussi l’optimisme, l’amour et la religion, avec un regard un peu décalé. Comme dans le titre Aime ton prochain, où l’artiste chante différents passages de la Bible et du Coran.
Mais la Côte d’Ivoire est déchirée par cette guerre fratricide  et Soum Bill l'est aussi à l’instar de ses compatriotes. Il décide alors de se consacrer à la scène et il tourne dans le monde entier où il enchaîne spectacles, concerts, festivals, galas et bien d’autres.  Pour autant, il ne néglige pas le pays où son cœur est resté et il sera le premier chanteur ivoirien à se produire à Bouaké, en zone rebelle, le 31 décembre 2005. Avec le soutien de la Génération Soum Bill Un concert qui fera couler beaucoup d’encre et de larmes. Cette période troublée est évidemment une période de grande inspiration pour l’artiste. 
Cinq ans après Terre des hommes soum bill revient dans une coproduction de Camaho Production et la Nouvelle Ivoir Top Music avec un nouvel album de la maturité. Le titre Que la lumière soit n’est pas un hasard, car les textes et paroles de l’album sont beaucoup plus spirituels, avec la même crème d’arrangeurs de l’album précédent. 
Les thèmes de prédilection sont toujours les mêmes. Dans cet album, il continue à dénoncer. Il est toujours question des problèmes de la société africaine, de la pauvreté, des attitudes malsaines des politiciens, de la guerre, mais il parle aussi d’amour et d’espoir dans des titres comme « Kôrôtô, Sêguê Gbanzan a plutôt créé une r» et « Comme le vent » Son engagement n’est plus à démontrer. 
« Que la lumière soit » n’a rien lâché de sa liberté d’expression, mais upture musicale quasi totale avec ses autres albums, car il a voulu ajouter d’autres sonorités, parcourir le continent africain. Par exemple, « Faman Allah », est inspiré de la musique Mandingue. « Segue Gbanzan » est un mélange de zouglou et de makossa camerounaise. Il y a aussi des sons sénégalais ou gambiens, comme dans « Ahossé ». En fait, c’est très live par rapport aux albums précédents. L’idée de ce mélange des genres est née de la participation de Soum Bill aux festivals de musique africaine tels que le "Kilimanjaro" de Thonon-les-Bains, "Africa Festival"

## Discographie
- Les garagistes
- 1992 : Enfant chéri

- Les Salopards

- 1995 : Bouche B
- 1997 : Génération Sacrifiée
- 1999 : Pays Perdu

## Carrière Solo
- 2000 : Zambakro
- 2002 : Terre des hommes
- 2005 : Ma destinée (Maga Mix des salopards)
- 2006 : Chikita Album pas disponible sur le marché
- 2007 : Que la lumière soit
- 2013 : Escale
- 2016 : Zougloumanity
- 2022 : Impérial

Featurings :
- Collectif Zouglou :   Liberez mon pays
- Collectif zouglou :   Identification
- Chantal Taiba :   Le sang a coulé
- Jean Yves Cebon :   Le durcisseur
- Jean Yves Cebon :   On sait faire ça
- Price@ :   ça fait pitié
- N'Djassi :   Unité Africaine
- Lato Crespino :   Confie-toi
- Erickson le Zoulou :   Amour pour l'Afrique
- Movaizhaleine :   S.G.T.T
- Mokobé :   On est ensemble part.2